# یواس‌اس فاون
یواس‌اس فاون ممکن است به یکی از موارد زیر اشاره داشته باشد:
- یواس‌اس فاون (ای‌آربی-۳)
- یواس‌اس فاون (۱۸۶۳)